# ОШ „Мирослав Антић” Бистрица
ОШ „Мирослав Антић” једна је од основних школа у Бања Луци. Налази се у улици Бистрица бб, у Бистрици. Име је добила по Мирославу Антићу, песнику, драмском писцу, сликару и редитељу.

## Историјат
Идеја за изградњу основне школе у Бистрици се јавила 1929. године, а реализована је уз помоћ и подршку тадашње Врбаске бановине изградњом камене школе која је, као четвороразредна, са радом почела 1. септембра 1932. године. Названа је Основна школа „Краљице Марије” у Бистрици.
Први њен учитељ је била Катица Петровић која је радила до 1938. године, а прве девојчице, њих четири, у школу су уписане 1938—1939. године. Због ратних дејстава школа престаје са радом октобра 1941. У току самог рата објекат је знатно оштећен и у таквом стању је остао до 1948. Обновљена школа је са радом почела 1949. године, а наставу је похађало 138 ученика. Носила је назив Основна школа „Јошикова вода” у Бистрици.
Број новорођене деце, као и деце обухваћене основним школовањем у Југославији се непрекидно повећавао све до средине 50-их година што је условило потребу за изградњом и отварањем нових школа, тако су на данашњем школском подручју школе „Мирослав Антић” са радом почеле школе у Горњем Первану 1950. године, Доњим и Горњим Борковићима 1954. године, Суботици и Доњем Первану 1961. године.
Децембра 1958. мештани Бистрице су донели одлуку о изградњи новог школског објекта. Први грађевински радови су почели у марту 1959. године, а објекат је покривен средином новембра. У новом објекту, али као осморазредна, школа почиње са радом 1. октобра 1960. године. У тој организационој структури је радила све до 1976. године када школа у Доњим Борковићима постаје самостална, а школа у Горњим Борковићима њено подручно одељење.
Нове статусне промене су се догодиле 1984. године када школа „Борковићи” губи статус самосталне и са школом у Горњим Борковићима поново постаје подручно одељење школе у Јошиковој Води, а 1989. губи статус самосталне школа „Милорад Умјеновић” и са својим, до тада, подручним одељењем у Суботици постаје део школе у Јошиковој Води која на тај начин постаје централна школа са својим подручним одељењима у Горњим и Доњим Борковићима, Первану и Суботици. У међувремену су са радом престале школе на Бранковцу и Доњем Первану 1987. године, а у току рата у Босне и Херцеговине и школе у Суботици и Горњим Борковићима.
Ново име ОШ „Мирослав Антић” је добила 4. априла 1992. са подручним одељењима у Первану и Борковићима. Све три школе су деветоразредне, а од школске 2017—2018. године настава се у Первану одвија у комбинованим одељењима и у предметној настави. Похађало ју је 203 ученика од чега у Бистрици 74, Первану 30 и Борковићима 99 ученика.

## Догађаји
Догађаји и пројекти основне школе „Мирослав Антић”:
- Светосавска академија[5]
- Дан ученичких постигнућа[6]
- Дан дечијих права
- Светски дан детета[7]